# Акканбурлык (река)
Акканбурлык (каз. Аққанбұрлық — Верхний Бурлык) — река в Северо-Казахстанской и Акмолинской областях Казахстана, правый и самый многоводный приток Ишима (бассейн Иртыша). Входит в Ишимский водохозяйственный бассейн Республики Казахстан. Длина — 176 км. Высота устья — 170 м над уровнем моря. Высота истока — 440 м над уровнем моря. Площадь водосборного бассейна — 6720 км².
Акканбурлык называют ещё Верхним Бурлыком, в отличие от Нижнего — Иманбурлыка.

## Течение

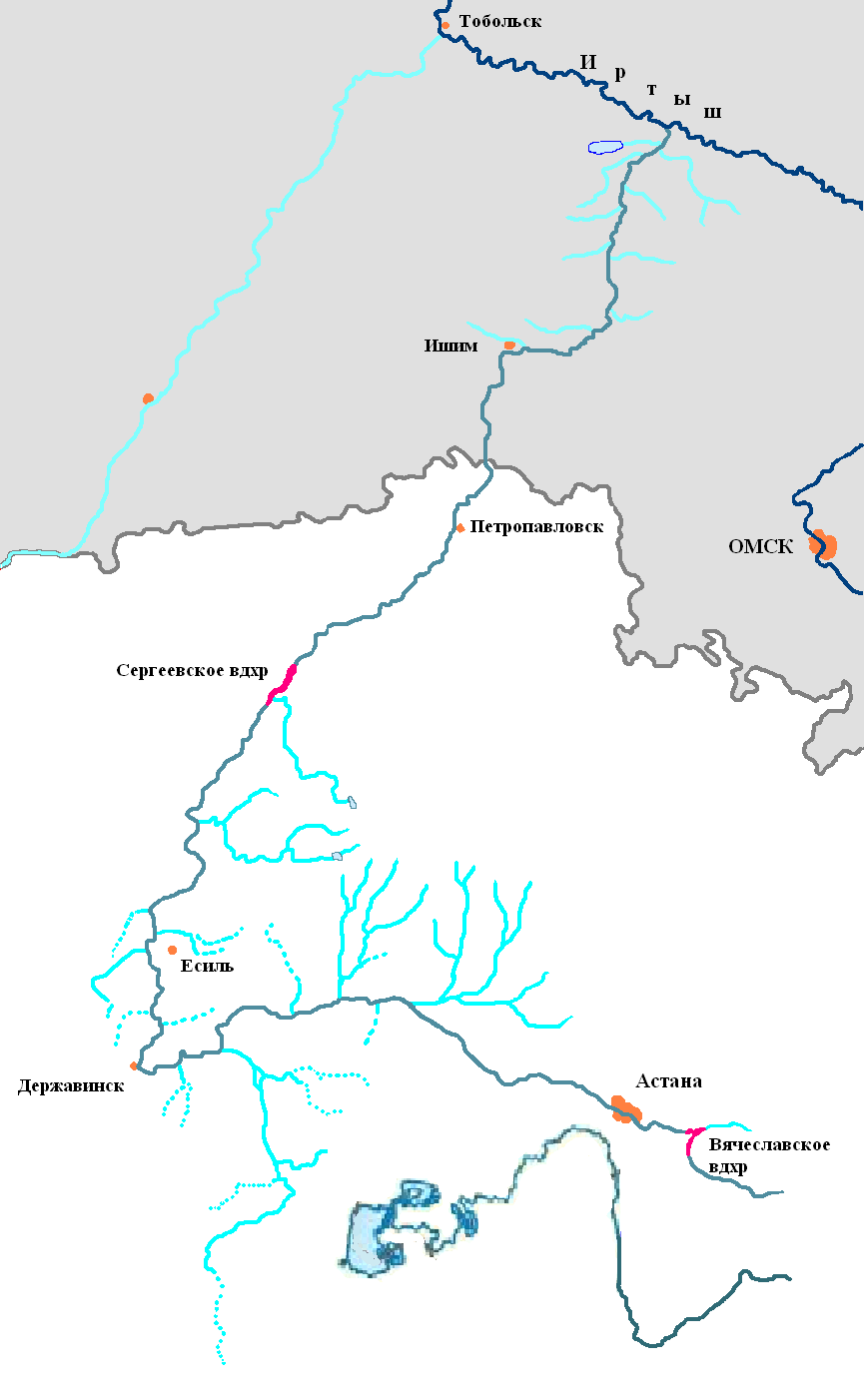
Бассейн Ишима

Берёт начало на западе возвышенности Кокшетау. В верхнем течении протекает через озеро Жаксы-Жалгызтау. Общее направление течения с востока на запад. Впадает в реку Ишим с правой стороны, к востоко-юго-востоку от села Урожайного. Река протекает по территории Айыртауского и им. Габита Мусрепова районов Северо-Казахстанской области. Крупные притоки: Кулаайгыр (левый); Бабыкбурлык (~80 км), Тайсары, Шарык (~85 км) (правые).

## Водный режим
Сток реки имеет сильно выраженную сезонную и многолетнюю неравномерность. Расходы воды в разные годы могут различаться в десятки и сотни раз, что значительно осложняет хозяйственное использование ресурсов реки.

## Населённые пункты
На реке расположено 20 сёл, наиболее крупные:
- с. Жаксы-Жалгызтау
- с. Аканбурлык
- с. Красново
- с. Привольное
- с. Ковыльное
- с. Сазоновка
- с. Тахтаброд
- с. Литвиновка
- с. Салкынколь
- с. Токты
- с. Чистополье
- с. Гаршино
- с. Симоновка